# ラーメンサラダ

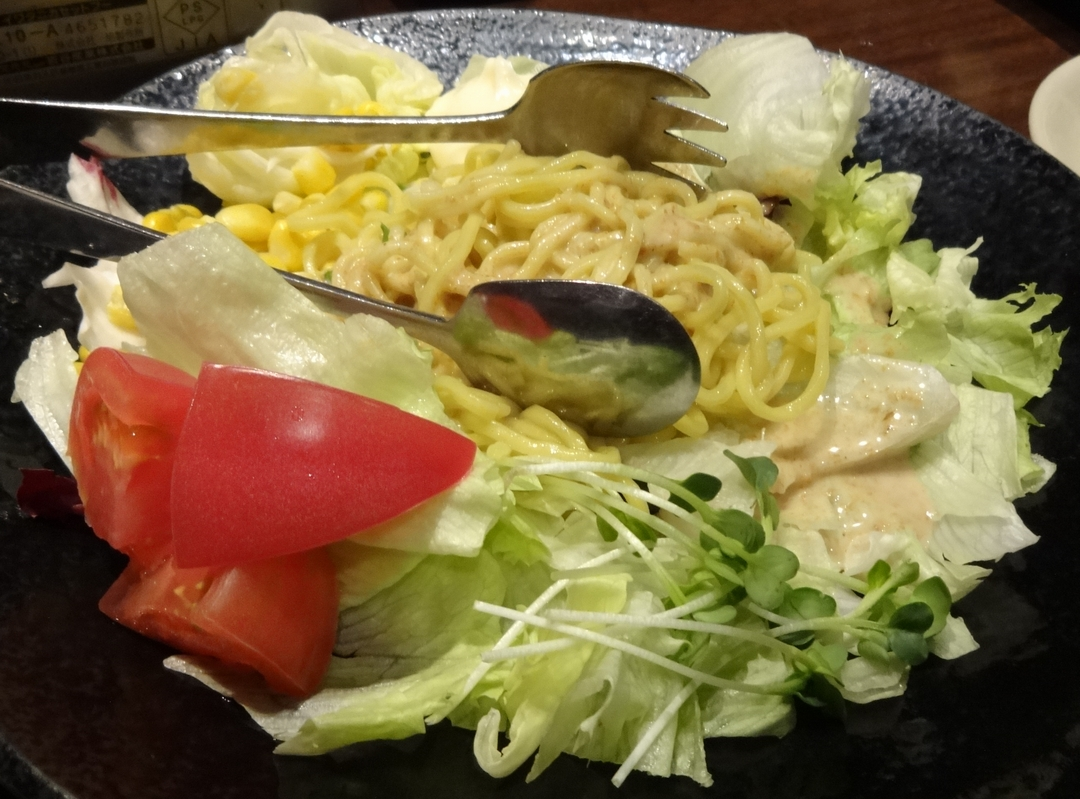
居酒屋で提供されるラーメンサラダの一例

ラーメンサラダとは、北海道発祥の冷製サラダ。サラダとラーメンの麺が組み合わさったもの。略して「ラーサラ」。

## 概要
冷やしラーメン（冷やし中華）より具材の野菜の量が多いため、ラーメンというよりサラダとして食されている。北海道の居酒屋の定番メニューでもある料理だが家庭でも作られ、小中学校の学校給食の定番メニューの一つとなっている。製品もない時代は、湯がき冷やしたラーメンの麺に冷やし中華のタレとマヨネーズで和え、野菜サラダを加えたものが主流であったが、現在は、手軽に作られるチルド製品や専用のタレや惣菜コーナーでの商品化もされている。

## 発祥
現在の通説では、札幌グランドホテル内のビアホール「ビッグジョッキ」が1985年にオープンした際に、ビアホールの当時の料理長が「サラダ感覚で味わえるラーメン」として考案したものが元祖とされている。
札幌グランドホテルは「北海道ラーメンの新たなマーケット開拓と消費拡大への貢献」を評価され、2004年に北海道製麺協同組合から感謝状を受けているほか、2008年にはコンビニエンスストアとのタイアップ商品を開発するなど、「元祖ラーメンサラダ」を同ホテルの主力商品のひとつに位置づけている。
2010年現在、日清食品チルド株式会社より「札幌グランドホテル小泉哲也総料理長監修」の「野菜を加えてラーメンサラダ」が発売されている。